# Ophiodromus pallidus
Ophiodromus pallidus är en ringmaskart som först beskrevs av Jean Louis René Antoine Édouard Claparède 1864.  Ophiodromus pallidus ingår i släktet Ophiodromus och familjen Hesionidae. Arten har ej påträffats i Sverige. Inga underarter finns listade i Catalogue of Life.